# John Yuill
John Yuill, né le 12 décembre 1948 à Durban, est un ancien joueur sud-africain de tennis.
Il a atteint les huitièmes de finale du Tournoi de Roland-Garros en 1977.

## Palmarès

### Titres en double (2)
| No | Date       | Nom et lieu du tournoi                          | Catégorie | Dotation  | Surface    | Partenaire       | Finalistes                     | Score                     |  |
| -- | ---------- | ----------------------------------------------- | --------- | --------- | ---------- | ---------------- | ------------------------------ | ------------------------- |  |
| 1  | 15-07-1974 | Tournoi de tennis de Dublin Dublin              |           | NC $      | NC         | Colin Dowdeswell | Lito Álvarez Jorge Andrew      | 6-3, 6-2                  |  |
| 2  | 23-11-1981 | Tournoi de tennis d'Afrique du Sud Johannesburg |           | 300 000 $ | Dur (ext.) | Terry Moor       | Fritz Buehning Russell Simpson | 6-3, 5-7, 6-4, 6-7, 12-10 |  |

### Finales en double (2)
| No | Date       | Nom et lieu du tournoi                                 | Catégorie | Dotation | Surface         | Vainqueurs                     | Partenaire       | Score         |  |
| -- | ---------- | ------------------------------------------------------ | --------- | -------- | --------------- | ------------------------------ | ---------------- | ------------- |  |
| 1  | 20-01-1975 | International Indoor Tennis Tournament Birmingham (AL) |           | 25 000 $ | Moquette (int.) | Jürgen Fassbender Karl Meiler  | Colin Dowdeswell | 6-1, 3-6, 7-6 |  |
| 2  | 14-07-1980 | MercedesCup Stuttgart                                  |           | 75 000 $ | Terre (ext.)    | Colin Dowdeswell Frew McMillan | Chris Lewis      | 6-3, 6-4      |  |